# Estratégio Podopáguro

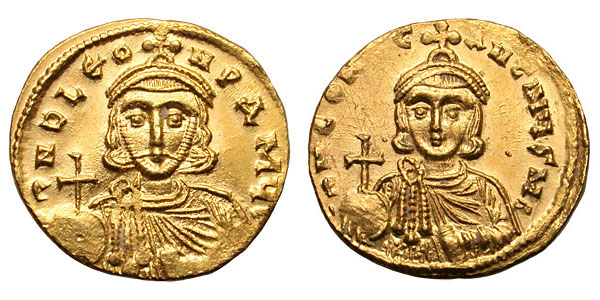
Soldo de r. e r.

Estratégio Podopáguro (em latim: Στρατήγιος Ποδοπάγουρος; romaniz.: Stratégios Podopágouros; m. 25 de agosto de 766) foi um comandante militar bizantino do século VIII que esteve ativo durante o reinado do imperador Constantino V Coprônimo (r. 741–775). O nome Podopáguro era uma alcunha que significa "pé de caranguejo". Muito pouco se sabe sobre sua vida e carreira além de seu envolvimento em uma conspiração contra o imperador, que eclodiu no verão de 766. Segundo Teófanes, o Confessor, ele era então espatário e comandante (doméstico) do tagma dos excubitores.
Estratégio e seu irmão Constantino, que naquela época mantinha o alto posto de logóteta do dromo, foram os líderes da conspiração que, segundo Teófanes, incluiu 19 oficiais, vários deles governadores provinciais seniores (estrategos). Após a descoberta da conspiração, os conspiradores foram publicamente exibidos e humilhados no Hipódromo de Constantinopla em 25 de agosto de 766, após o que Estratégio e Constantino foram decapitados em Cinégio, enquanto os demais foram cegados e exilados. Alguns dias depois, o eparca da cidade Procópio também foi demitido, seguido pela deposição e exílio do patriarca Constantino II (r. 754–766), que fora acusado como conspirador por outros clérigos.
Em sua crônica, Teófanes retrata a conspiração como parte da reação contra as políticas iconoclastas de Constantino V, afirmando que alguns dos conspiradores eram adeptos do ermitão iconófilo Estêvão, o Jovem do Monte Auxêncio, a quem o imperador tinha publicado humilhado e executado no novembro anterior. Para os estudiosos modernos, por outro lado, não é certo se as motivações do imperador, ou seja, a morte de Estêvão, a execução de 19 oficiais e outros atos de perseguição, deveram-se à sua postura rígida contra o sentimento iconoclasta, ou à motivações políticos como uma reação às conspirações contra sua vida (na qual Estêvão também pode ter tido participação).